# Lešon Kenaan
Jako lešon Kena’an (v překladu doslova jazyk Kanaánu, lze se setkat i s českým pojmem kenaanština) je označován slovanský jazyk, jímž hovořili Židé usazení na slovanských územích a jehož fragmenty zapisované hebrejským písmem se vyskytují v glosách ke středověkým hebrejským textům z 10.–13. století. Čeští hebraisté tento pojem obvykle ztotožňují s místními slovanským jazyky (tj. především s češtinou, polštinou a lužickou srbštinou), které byly v té době běžným komunikačním prostředkem zdejších Židů, jakkoliv dnes není zcela jisté, zda a nakolik se jejich řeč odlišovala od majoritní podoby jazyka. Nejvíce písemných, hebrejským písmem zapisovaných památek se přitom dochovala v češtině (respektive staročeštině). Některé zahraniční prameny uvádějí Leshon Knaan (Knaanic, Judeo-Slavic) jako samostatný židovsko-slovanský dialekt.

## Židovská čeština ve středověku
Čeština se jako dorozumívací jazyk místních Židů používala minimálně v 10.–13. století.. „Jak dokazují česky psané poznámky v hebrejských rukopisech a prvotiscích uložených v Památníku písemnictví na Strahově, byla ve středověku čeština, nazývaná také „řečí Kenaan“, každodenním jazykem Židů zároveň s hebrejštinou a s oním druhem židovské němčiny, kterou obcovali přistěhovalci z oblasti Porýní a jeho okolí,“ píše R. Bondyová. M. E. Světlík uvádí, že „pro češtinu existovalo označení lešon Kenaan – jazyk kanaánský nebo lešonenu - náš jazyk! Naznačuje to, že Židé v naší zemi (...) považovali češtinu za mateřský jazyk.“
Není dosud zcela zřejmé, zda a nakolik se židovská čeština lišila od jazyka majority. Judaistka Lenka Uličná navrhuje pro jazykovou situaci Židů používat termín religiolekt. Toto označení nutně neimplikuje odlišnost jejich jazyka od jazyka majority, zároveň však umožňuje zkoumat židovskou slovanštinu jako samostatný jazykový, nábožensky vymezený fenomén, který se objevuje napříč dialekty majoritních jazyků. Situace v Čechách a v okolních zemích byla zřejmě obdobná situaci v dalších evropských zemích, kde se Židé v běžné komunikaci často přizpůsobovali zemskému jazyku. V některých situacích se pak jejich religiolekt rozvinul do samostatného dialektu či jazyka, tak jako v případě jidiš či ladina. V případě slovanských jazyků šlo však pouze o počáteční, nerozvinutou fázi religiolektu, který nepřetrval dostatečně dlouho a neocitl se v dostatečné izolaci, aby se mohl jasněji vymezit. 
Češtinu na českém území Židé patrně používali zhruba do 14. století, kdy začala být nahrazována němčinou a kdy se silněji začal prosazovat aškenázský vliv. K češtině pak opět někteří přecházeli v 19. a 20. století, ovšem již bez návaznosti na někdejší lešon Kena’an.

## Středověké glosy
Slovanské výrazy zapisované hebrejským písmem se dochovaly především z glos k hebrejským textům, například z komentářů k talmudu a liturgii. Nejvýznamnější památky zde představují spisy Abrahama ben Azri’ela (Arugat ha-bosem – Záhon balzámu) a jeho žáka Jicchaka ben Mošeho (Or zarua – Zaseté světlo), které vznikly v první polovině 13. století. Glosy sloužily jako vysvětlivky pro židovské čtenáře, kteří již plynně neovládali hebrejštinu, případně v místech, kde klasická hebrejština neměla dostatek pojmů (obdobné případy se vyskytují i v dalších evropských jazycích); vedle staročeských pojmů se ve zmíněných textech ze stejných důvodů objevují i slova v jidiš či starofrancouzštině. Tyto glosy byly psány hebrejským písmem, které foneticky (tedy přesněji v souhláskách, neboť klasická hebrejština nezapisuje samohlásky) zachycovalo staročeská slova, a bývaly uvozeny slovy „bi-lešon kena’an“, tedy „v jazyku kenaanském“.
Jako příklad můžeme uvést slovo „bělmo“, které je použito ve vysvětlení tzv. glaukomu, tedy choroby očí. V hebrejsky psaném textu se toto slovo vyskytuje ve spojení: „co se objevuje na zřítelnici oka, a v jazyce kenaanském bělmo“. Slovo „bělmo“ je zapsáno jako „בילמו“, což transliterováno dává „bjlmw“ , vyslovováno „bielmo“. (Or zarua III, 71b).

## Název
Evropští Židé obvykle nazývali kraje, v nichž se usazovali, biblickými jmény. Podobně jako území dnešního Německa až po západní břeh Labe pojmenovali Aškenaz (Gn 10, 3 (Kral, ČEP)), západoslovanský region (od Labe na východ, tedy včetně části území dnešního Německa) nazývali ’erec Kena’an, tedy „Země kanaánská“ – po Kenaanovi (כנען‎ Kena'an), synu Chámově, biblickém patriarchovi (Gn 9, 18 (Kral, ČEP)]). Označení „lešon Kena’an“ tedy znamená „jazyk zdejší země“ a vymezovalo se tak především k hebrejštině, kterou zdejší Židé již plynně nehovořili a jež byla spíše jazykem liturgickým.
Jako motivace bývá obvykle označován fakt, že Slované obchodovali s otroky, přičemž do otroctví prodávali i své vlastní soukmenovce. V Bibli je totiž Kenaan nazýván „otrokem svých bratří“.(Gn 9, 18 (Kral, ČEP)) Svou roli však patrně hrálo i vnímání biblického Kanaánu jakožto země zaslíbené.

## Spor o samostatný jazyk
Starší 15. vydání portálu Ethnoloque (2005) uvádělo, že označení „Knaanic“ (Canaanic, Leshon Knaan, Judeo-Slavic) se užívá především pro židovskou češtinu, případně i pro další židovské varianty západoslovanských jazyků, zaniklé ve středověku. Aktuální 16. edice (2009) již „Knaanic“ mezi západoslovanskými jazyky neuvádí, zmiňuje ji pouze jako „zaniklý či umělý“ jazyk bez bližšího upřesnění a odkazuje na portál Linguist List, který však v hesle neuvádí žádné další podrobnosti.
Pojetí „kenaanštiny“ jako samostatného dialektu vychází z práce jidišisty Maxe Weinreicha, který vymezuje „východokenaanštinu“ a „západokenaanštinu“, zabývá se jimi však především v teoretické souvislosti s jidiš. Na Weinreicha navázal judeoslavista Paul Wexler, který se snažil prokázat, že „judeozápadoslovanština“ (Judeo-West-Slavic) se odlišovala od jazyků křesťanské majority – tuto svou myšlenku modifikoval v teorii tzv. relexikalizace, na jejímž základě zařadil mezi slovanské jazyky i jidiš a moderní hebrejštinu. Wexlerovy teorie jsou nicméně považovány za kontroverzní a nejsou lingvisty obecně přijímány.
Proti pojetí „kenaanštiny“ jako samostatného dialektu (či dokonce jazyka) stojí práce českých lingvistů, především Romana Jakobsona a Lenky Uličné, kteří poukázali na to, že odlišnost židovského jazyka od jazyka české (slovanské) majority nebyla nikdy prokázána; „lešon Kena’an“ jako češtinu interpretují i lingvisté André Mazon či Johannes Reinhart. Uličná dále upozorňuje, že jednotlivé slovanské jazyky již byly v 11. století vzájemně jasně vymezené, a použití pojmu „židovská slovanština“, jenž by šel nějakým způsobem napříč těmito jazyky, tak jednoznačně implikuje existenci samostatného jazyka nad rámec dialektu, pro což však nejsou doklady. „Je možné, že kdyby čeští židé ve 13./14. století neopustili svůj dosavadní jazyk a nepodlehli germanizačnímu tlaku, (...) mohl se jejich jazyk plně vyvinout v samostatný židovský slovanský jazyk, podobně jako se vyvinul jazyk jidiš,“ podotýká Uličná. K tomuto rozvinutí však podle ní nedošlo, a tak „tato fáze vykazovala minimální odchylky od jazyka výchozího – tedy od staré češtiny, a proto se podle našeho názoru můžeme ztotožnit s Jakobsonovým pojetím kenaanštiny jakožto staré češtiny (...).“ Jako podmínku rozvoje jednoznačně samostatného jazyka přitom Uličná uvádí izolaci od jazyka původní majority, ke které došlo díky aškenázské migraci například v případě jidiš, která však nemá svůj ekvivalent v případě židovského etnika hovořícího slovanskými jazyky.. Pojem „kenaanština“, stejně jako odvozování názvů dalších židovských „jazyků“ z hebrejských základů, je podle této interpretace jen novodobý konstrukt.

## Příklad
Jedním z mála dokladů o zápisu slovanských jazyků hebrejským písmem jsou mince vyražené ve 12. a 13. století dvěma polskými panovníky – Měškem III. Starým a Leškem Bílým.
| hebrejské písmo   | משקא קרל פלסק      |
| přepis do latinky | mšk' krl plsk      |
| výklad            | Měšek, král polský |